# Oedipoda turkestanica
Oedipoda turkestanica är en insektsart som beskrevs av Steinmann 1965. Oedipoda turkestanica ingår i släktet Oedipoda och familjen gräshoppor. Inga underarter finns listade i Catalogue of Life.